# Cantón de Le Mans-Centro
El cantón de Le Mans-Centro era una división administrativa francesa, que estaba situada en el departamento de Sarthe y la región de Países del Loira.

## Composición
El cantón estaba formado por una fracción de la comuna que le daba su nombre:
- Le Mans (fracción)

## Supresión del cantón de Le Mans-Centro
En aplicación del Decreto nº 2014-234 de 24 de febrero de 2014, el cantón de Le Mans-Centro fue suprimido el 22 de marzo de 2015 y su fracción de comuna pasó a formar parte de los nuevo cantones de Le Mans-3 y Le Mans-4.